# Calamagrostis kalarica
Calamagrostis kalarica är en gräsart som beskrevs av Nikolai Nikolaievich Tzvelev. Calamagrostis kalarica ingår i släktet rör, och familjen gräs. Inga underarter finns listade i Catalogue of Life.